# Греблі
Гре́блі — село в Україні, у Семенівській селищній громаді Кременчуцького району Полтавської області. Населення становить 255 осіб.

## Географія
Село Греблі знаходиться на відстані 3 км від селища Семенівка та села Товсте.

## Історія
12 червня 2020 року, відповідно до розпорядження Кабінету Міністрів України № 721-р «Про визначення адміністративних центрів та затвердження територій територіальних громад Полтавської області», село увійшло до складу Семенівської селищної міської громади.
19 липня 2020 року, в результаті адміністративно - територіальної реформи та ліквідації Семенівського району, село увійшло до складу новоутвореного Кременчуцького району.